# Alec Guinness
Sir Alec Guinness CH CBE Kt. (Londres, 2 d'abril de 1914 - Midhurst, West Sussex, Anglaterra, 5 d'agost de 2000) fou un actor de cinema, teatre i televisió anglès.

## Biografia
Nascut el 2 d'abril de 1914 al districte de Marylebone, a la ciutat de Londres, va estudiar a la Fay Compton Studio d'Art Dramàtic mentre treballava en el món de la publicitat. Debutà en teatre el 1934 i dos anys després interpretava obres clàssiques en el prestigiós teatre de Londres Old Vic. El 1941 es va incorporar a l'Armada Reial com a mariner, i va ser comissionat a l'any següent.
Al marge d'un petit paper d'extra, la seva carrera cinematogràfica va començar després de la Segona Guerra Mundial amb la seva interpretació a Grans esperances, pel·lícula de 1946. Nombroses pel·lícules, en la seva majoria comèdies, van demostrar la seva habilitat per a fer interpretacions totalment diferents en cada paper. A la pel·lícula Kind Hearts and Coronets fins i tot va interpretar vuit papers diferents, inclòs el d'una dona.
El 1954, durant la filmació de la pel·lícula El Pare Brown, ell i la seva esposa es van convertir al catolicisme romà mantenint la fe fins a la seva mort. El seu fill, Matthew es va convertir un temps després.
El 1957 Guinness va guanyar un Oscar al millor actor i un Globus d'Or per la seva interpretació a El pont sobre el riu Kwai (The Bridge on the River Kwai). També va rebre el 1980 un premi honorífic de l'Acadèmia per la seva contribució a l'art del cinema. D'altra banda, va ser nominat als Oscar com a millor actor principal per The Lavender Hill Mob el 1951, i com a actor secundari per La Guerra de les Galàxies el 1977 i Little Dorrit el 1988. Curiosament, i malgrat el molt que va detestar el seu paper d'Obi-Wan Kenobi a La Guerra de les Galàxies, l'1% dels ingressos de taquilla que encara obté de la saga a causa del contracte original, li proporciona avui dia més diners als seus hereus que la resta dels drets de totes les seves pel·lícules juntes.
La seva versatilitat com a actor i la profunditat que dona a cada personatge l'han transformat en un dels millors actors del segle xx. Pels seus mèrits com a actor, la reina Elisabet II el va investir Cavaller per cap d'any del 1959, fet que el va convertir en Sir Alec Guinness. L'agost del 2000 Guinness va morir als 86 anys.

## Filmografia
- Evensong (1934)
- Grans esperances (Great Expectations) (1946)
- Oliver Twist (1948)
- Kind Hearts and Coronets (1949)
- A Run for Your Money (1949)
- Last Holiday (1950)
- The Mudlark (1950)
- The Lavender Hill Mob (1951)
- L'home del vestit blanc (The Man in the White Suit) (1951)
- The Card (1952)
- The Square Mile (1953) (narrador)
- Malta Story (1953)
- The Captain's Paradise (1953)
- Father Brown (1954)
- The Stratford Adventure (1954) (narrador)
- Rowlandson's England (1955) (narrador)
- To Paris with Love (1955)
- The Prisoner (1955)
- El quintet de la mort (The Ladykillers) (1955)
- El cigne (The Swan) (1956)
- El pont del riu Kwai (The Bridge on the River Kwai) (1957)
- Barnacle Bill, presentada als EUA com All at Sea (1957)
- The Horse's Mouth (1958)
- El nostre home a l'Havana (Our Man in Havana) (1959)
- The Scapegoat (1959)
- Tunes of Glory (1960)
- A Majority of One (1962)
- HMS Defiant (1962)
- Lawrence d'Aràbia (Lawrence of Arabia) (1962)
- La caiguda de l'Imperi Romà (The Fall of the Roman Empire) (1964)
- Pasternak (1965)
- Situation Hopeless... But Not Serious (1965)
- Doctor Jivago (Doctor Zhivago) (1965)
- Hotel Paradiso (1966)
- Conspiració a Berlin (The Quiller Memorandum) (1966)
- The Comedians in Africa (1967)
- The Comedians (1967)
- Cromwell (1970)
- Scrooge (1970)
- Brother Sun, Sister Moon (1972)
- Hitler: The Last Ten Days (1973)
- Un cadàver per postres (Murder by Death) (1976)
- Star Wars episodi IV: Una nova esperança (Star Wars Episode IV: A New Hope) (1977)
- The Star Wars Holiday Special (1978)
- El talp (Tinker, Tailor, Soldier, Spy) (1979) (TV)
- Star Wars episodi V: L'Imperi contraataca (Star Wars Episode V: The Empire Strikes Back) (1980)
- Raise the Titanic (1980)
- Little Lord Fauntleroy (1980) (TV)
- Smiley's People (1982) (TV)
- Malalt d'amor (Lovesick) (1983)
- Star Wars episodi VI: El retorn del Jedi (Star Wars Episode VI: Return of the Jedi) (1983)
- Passatge a l'Índia (A Passage to India) (1984)
- Monsignor Quixote (1985) (TV)
- Little Dorrit (1988)
- A Handful of Dust (1988)
- Kafka (1991)
- A Foreign Field (1993)
- Testimoni silenciós (Mute Witness) (1994)

## Premis i nominacions

### Premis
- 1957: Oscar al millor actor per El pont sobre el riu Kwai
- 1958: Copa Volpi per la millor interpretació masculina per The Horse's Mouth
- 1958: Globus d'Or al millor actor dramàtic per El pont sobre el riu Kwai
- 1958: BAFTA al millor actor britànic per El pont sobre el riu Kwai
- 1964: Tony al millor actor per Dylan
- 1980: Oscar honorífic per la seva trajectòria cinematogràfica
- 1988: Ós d'Or honorífic
- 1989: BAFTA d'honor

### Nominacions
- 1953: Oscar al millor actor per The Lavender Hill Mob
- 1958: BAFTA al millor actor britànic per The Prisoner
- 1959: Oscar al millor guió adaptat per The Horse's Mouth
- 1960: Primetime Emmy al millor actor per Startime
- 1960: BAFTA al millor guió britànic per The Horse's Mouth
- 1961: BAFTA al millor actor britànic per Tunes of Glory
- 1978: Oscar al millor actor secundari per Star Wars episodi IV: Una nova esperança
- 1978: Globus d'Or al millor actor secundari per Star Wars episodi IV: Una nova esperança
- 1983: Primetime Emmy al millor actor en sèrie o especial per Smiley's People
- 1989: Oscar al millor actor secundari per Little Dorrit
- 1989: Globus d'Or al millor actor secundari per Little Dorrit